# Károly Fiók
 (octobre 2018).
Si vous disposez d'ouvrages ou d'articles de référence ou si vous connaissez des sites web de qualité traitant du thème abordé ici, merci de compléter l'article en donnant les références utiles à sa vérifiabilité et en les liant à la section « Notes et références ».
Károly Fiók, né le 29 avril 1857 et mort à Debrecen le 21 mai 1915, est un indianiste et traducteur hongrois.
Il est l'auteur de plusieurs traductions du sanskrit, dont l'Abhijnannasakuntalam de Kālidāsa (1887), deux épisodes de Mahābhārata (1885, 1889) et le Hitopadesha (1905).